# St. Johann in Tirol
St. Johann in Tirol es una localidad del distrito de Kitzbühel, en el estado de Tirol, Austria, con una población estimada a principio del año 2018 de 9428 habitantes. 
Se encuentra ubicada al noreste del estado, al este de la ciudad de Innsbruck —la capital del estado— y cerca de la frontera con Alemania, al norte, y con el estado de Salzburgo, al este.

## Personas destacadas
- Andreas Widhölzl, deportista.
- DJ Ötzi, músico.
- Sixto Parzinger, obispo capuchino